# 帕拉塔河

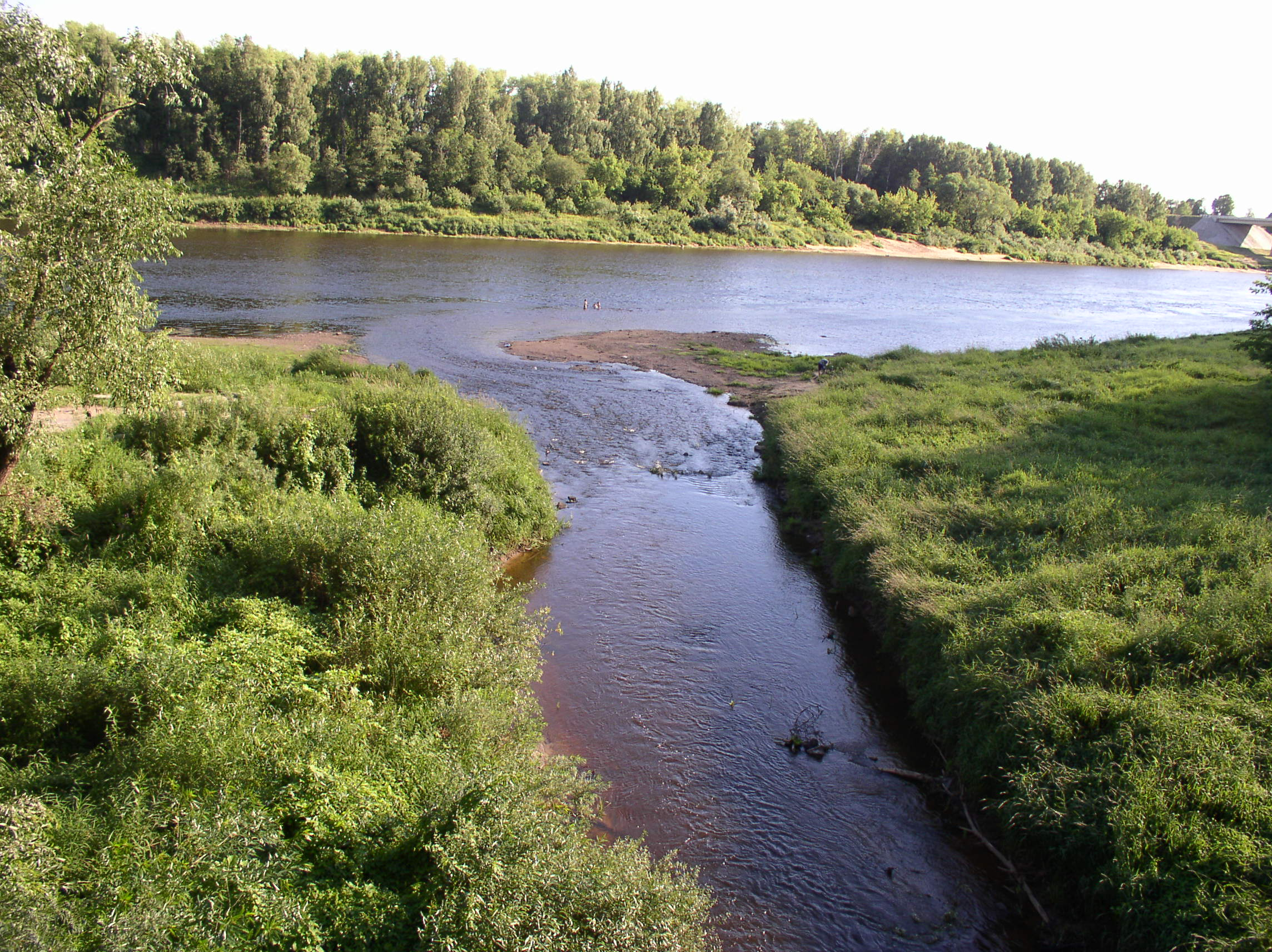
道加瓦河與帕拉塔河交匯處

帕拉塔河（俄羅斯語：Полота，白俄羅斯語：Палата）是俄羅斯和白俄羅斯的河流，屬於道加瓦河的右支流，發源自普斯科夫州，流經白俄羅斯北部，最終在波洛茨克注入道加瓦河，河道全長93公里，俄羅斯和白俄羅斯境內的流域面積分別為651和470平方公里，在每年12月上旬開始結冰，直至翌年4月上旬。